# Gladan (1857)
Gladan var svenska flottans segel- och övningsfartyg. Hon färdigställdes i Karlskrona 1857 som lastbrigg men blev skeppsgossebrigg år 1881 och användes uteslutande som övningsfartyg för skeppsgossar till 1920. Chefsfartyg mellan 1881 och 1897. Hon svartmålades 1898 innan hon vitmålades för att tjänstgöra som övningsfartyg. Gladans ena mast står nu framför Sjöhistoriska museet.
Gladan deltog 1872-1873 i en vetenskaplig expedition till Spetsbergen.